# Distretto di Inhassoro
Il distretto di Inhassoro è un distretto del Mozambico, facente parte della Provincia di Inhambane.

## Suddivisioni amministrative
Il distretto è suddiviso in due sottodistretti amministrativi (posti amministrativi):
- Inhassoro
- Bazaruto